# Dessislawa Topalowa
Dessislawa Topalowa (bulgarisch Десислава Топалова, engl. Transkription Desislava Topalova; * 8. Juni 1978 in Plowdiw) ist eine ehemalige bulgarische Tennisspielerin.

## Karriere
Topalowa gewann während ihrer Karriere sieben Einzel- und neun Doppeltitel des ITF Women’s Circuits. Als Lucky Loser erreichte sie beim Warsaw Cup by Heros 2000 erstmals ein Hauptfeld eines WTA-Turniers, wo sie ihr Erstrundenmatch gegen Jennifer Hopkins mit 5:7 und 2:6 verlor.
Von 1997 bis 2004 spielte sie für die bulgarische Fed-Cup-Mannschaft, wo sie bei 34 gespielten Matches 18-mal siegreich war. 2006 war sie die Kapitänin der Mannschaft.

## Turniersiege

### Einzel
| Nr. | Datum          | Turnier   | Kategorie   | Belag     | Finalgegnerin       | Ergebnis      |
| --- | -------------- | --------- | ----------- | --------- | ------------------- | ------------- |
| 1.  | August 1996    | Istanbul  | ITF $10.000 | Hartplatz | Tanja Karsten       | 7:6, 6:7, 6:1 |
| 2.  | September 1997 | Cluj      | ITF $10.000 | Sand      | Alice Pirsu         | 6:3, 5:7, 6:3 |
| 3.  | September 1997 | Albena    | ITF $10.000 | Sand      | Ljubomira Batschewa | 2:6, 6:4, 6:0 |
| 4.  | Juli 1009      | Alkmaar   | ITF $10.000 | Sand      | Yvette Basting      | 7:6, 6:2      |
| 5.  | September 1998 | Sofia     | ITF $25.000 | Sand      | Nadseja Astrouskaja | 6:4, 4:6, 6:2 |
| 6.  | Oktober 1999   | Oporto    | ITF $25.000 | Sand      | Anna Żarska         | 7:6, 4:6, 7:5 |
| 7.  | April 2000     | Prostějov | ITF $25.000 | Sand      | Daphne van de Zande | 6:4, 6:1      |

### Doppel
| Nr. | Datum          | Turnier       | Kategorie   | Belag             | Partnerin              | Finalgegnerinnen                            | Ergebnis      |
| --- | -------------- | ------------- | ----------- | ----------------- | ---------------------- | ------------------------------------------- | ------------- |
| 1.  | September 1994 | Warna         | ITF $10.000 | Hartplatz         | Dora Dschiljanowa      | Galina Dimitrowa Claudia Timm               | 6:3, 7:5      |
| 2.  | August 1996    | Istanbul      | ITF $10.000 | Hartplatz         | İpek Şenoğlu           | Khoo Chin-bee Alice Pirsu                   | 6:1, 6:4      |
| 3.  | Juni 1997      | Velp          | ITF $10.000 | Sand              | Galina Dimitrowa       | Kim Kilsdonk Jolanda Mens                   | 5:7, 7:5, 6:4 |
| 4.  | September 1997 | Albena        | ITF $10.000 | Sand              | Galina Dimitrowa       | Ljubomira Batschewa Antoaneta Pandscherowa  | 7:5, 6:1      |
| 5.  | September 2000 | Bukarest      | ITF $25.000 | Sand              | Antoaneta Pandscherowa | Katarina Mišić Marketa Kochta               | 6:4, 6:2      |
| 6.  | September 2000 | Sofia         | ITF $25.000 | Sand              | Antoaneta Pandscherowa | Natalia Galouza Shelley Stephens            | 6:1, 7:64     |
| 7.  | September 2002 | Batumi        | ITF $75.000 | Hartplatz         | Antoaneta Pandscherowa | Gjulnara Fattachetdinowa Marija Kondratjewa | 2:6, 6:1, 6:1 |
| 8.  | Oktober 2002   | Saint-Raphaël | ITF $25.000 | Hartplatz (Halle) | Antoaneta Pandscherowa | Katarina Mišić Dragana Zarić                | 4:6, 6:3, 6:1 |
| 9.  | September 2003 | Sofia         | ITF $25.000 | Sand              | Dragana Zarić          | Daniela Klemenschits Sandra Klemenschits    | 6:3, 7:5      |